# Cathédrale Saint-Pierre de Soria
Pour les articles homonymes, voir Cathédrale Saint-Pierre.
La cathédrale Saint-Pierre est le principal édifice religieux de la ville de Soria, dans la communauté autonome de Castille-et-León en Espagne. En tant que cocathédrale, elle partage le siège du diocèse d'Osma-Soria avec la cathédrale d'El Burgo de Osma depuis 1959.

## Historique
L'église primitive pourrait avoir vu le jour à l'époque où Alphonse le Batailleur commença la repopulation de Soria (1109-1114). Certains textes font remonter la première église à plus de 800 ans avant sa reconstruction en 1575, c'est-à-dire en 770, à l'époque mozarabe.
En 1152, l'évêque d'Osma, Dom Juan, fit don de l'église aux chanoines de la règle de saint Augustin. Les chanoines y constituèrent une communauté monastique et décidèrent de démolir l'ancienne église et d'en construire une nouvelle.
L'église des augustins fut réalisée dans le style roman au cours de la seconde moitié du XIIe siècle. Elle avait trois nefs et un transept de 35 mètres, étant la plus grande église de Soria et aussi de la région. L'église s'est effondrée en 1543.
Immédiatement, les travaux de reconstruction commencèrent. La nouvelle collégiale fut achevée en 1575. L'église Renaissance fut construite avec une largeur égale à la longueur de la croisée précédente, de sorte que les murs latéraux durent être déplacés de sept mètres vers l'extérieur.

## Description
La reconstruction du XVIe siècle a donné lieu à un édifice de traits similaires à la collégiale de Berlanga de Duero (es), avec cinq nefs séparées par d'importantes colonnes cylindriques d'où partent de nombreuses nervures correspondant aux voûtes étoilées.
À l'intérieur, on remarque le retable majeur, œuvre classique de Francisco del Río du XVIe siècle.
À l'extérieur, il convient de noter la porte plateresque de la façade méridionale, constituée par des archivoltes semi-circulaires et une statue solennelle de l'apôtre saint Pierre. Également les portes et les arcs qui ornent le côté Est communiquant avec la salle capitulaire, d'une belle élégance.

## Protection
La cathédrale fait l’objet d’un classement en Espagne au titre de bien d'intérêt culturel depuis le 16 novembre 1979.

## Galerie

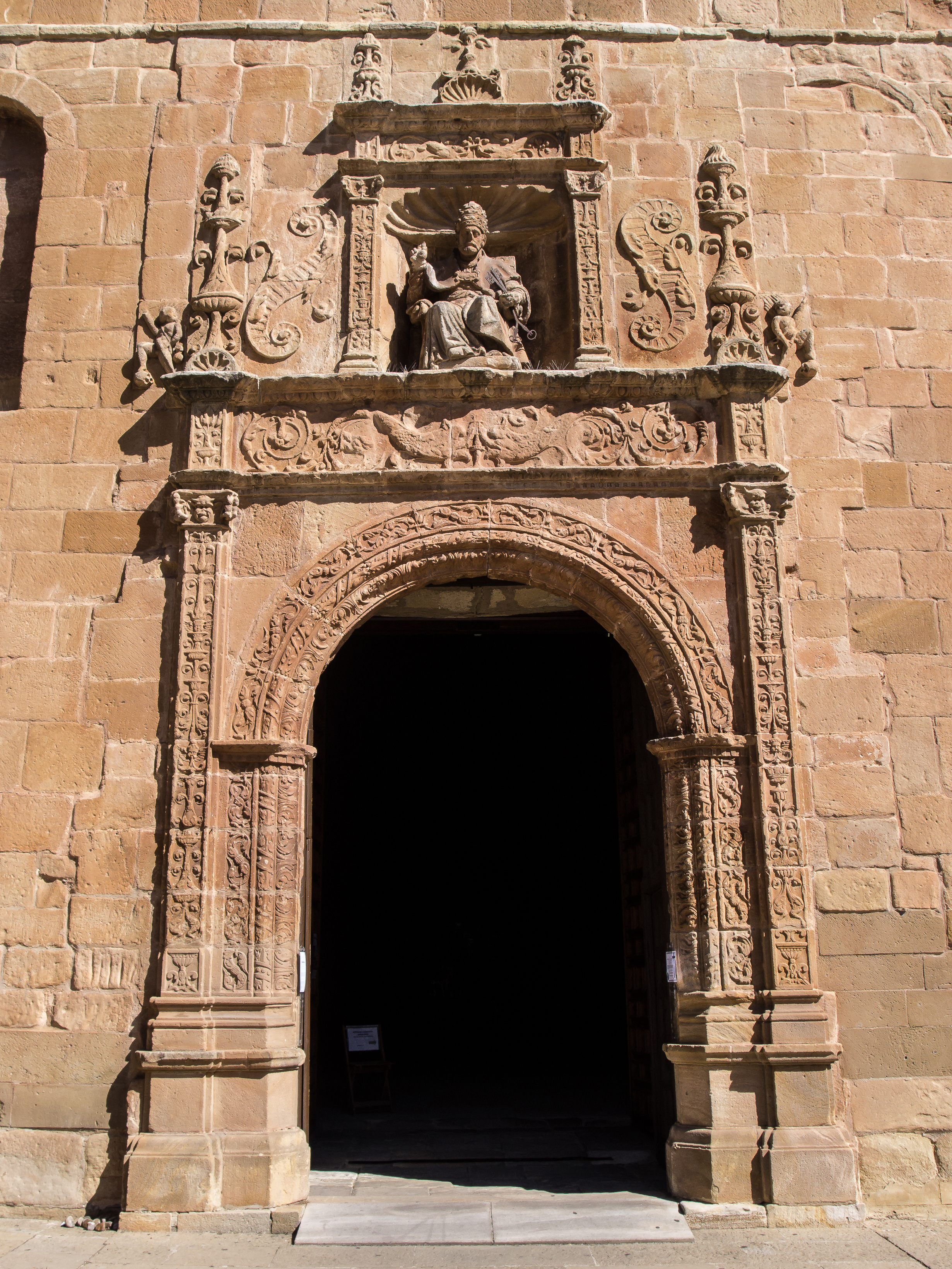
Le portail sud.
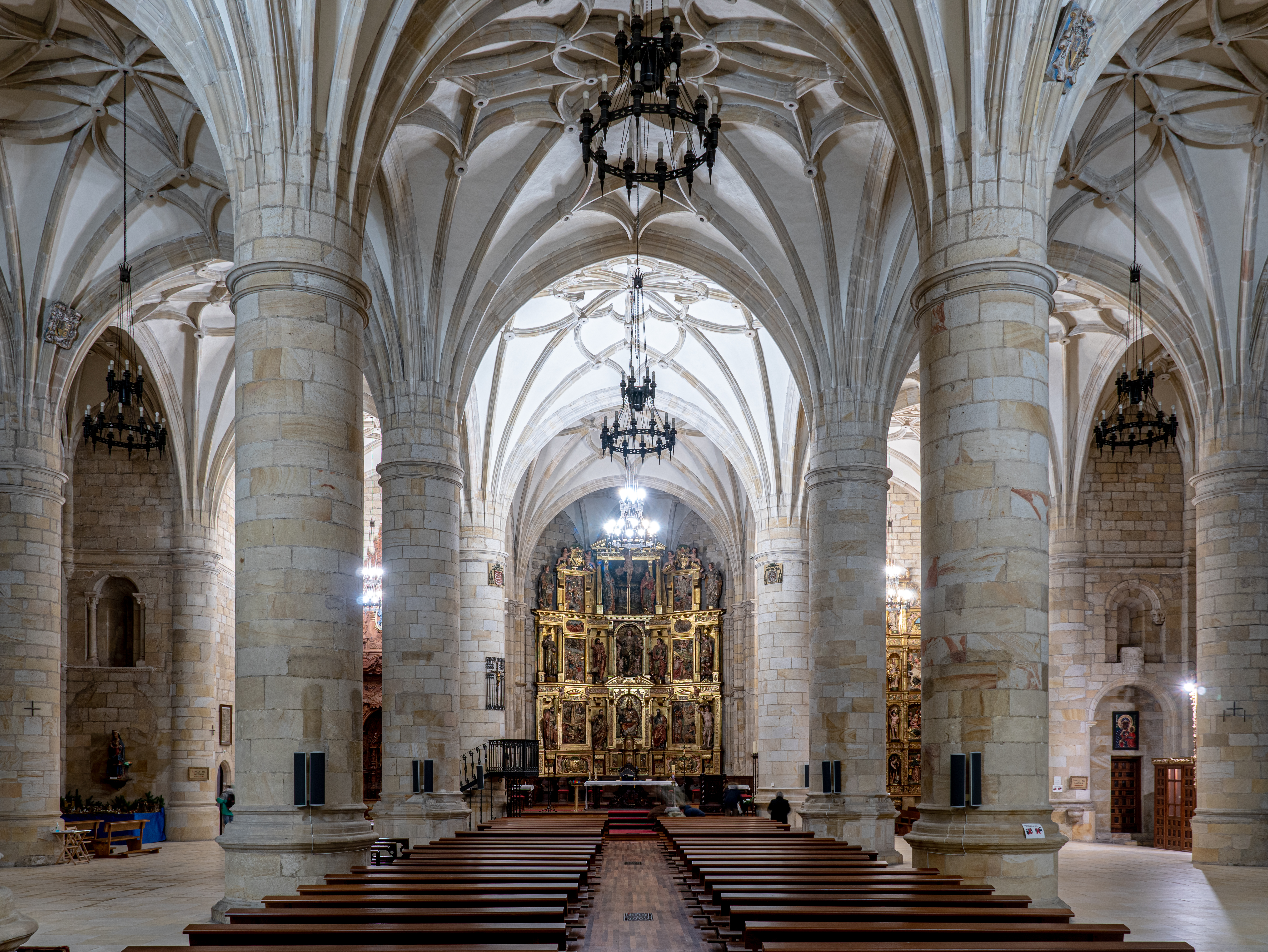
Les nefs et le chœur.
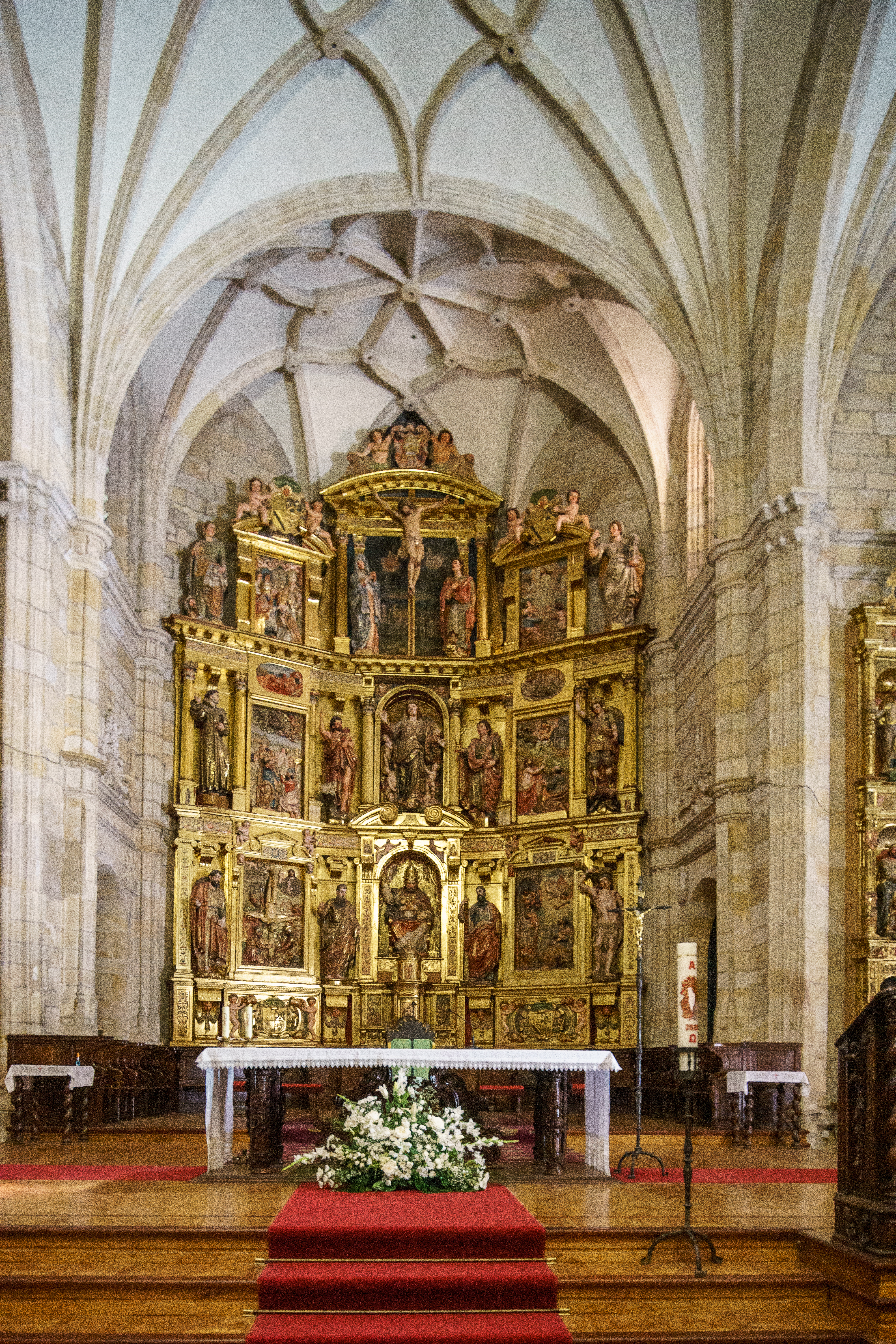
Le retable majeur.
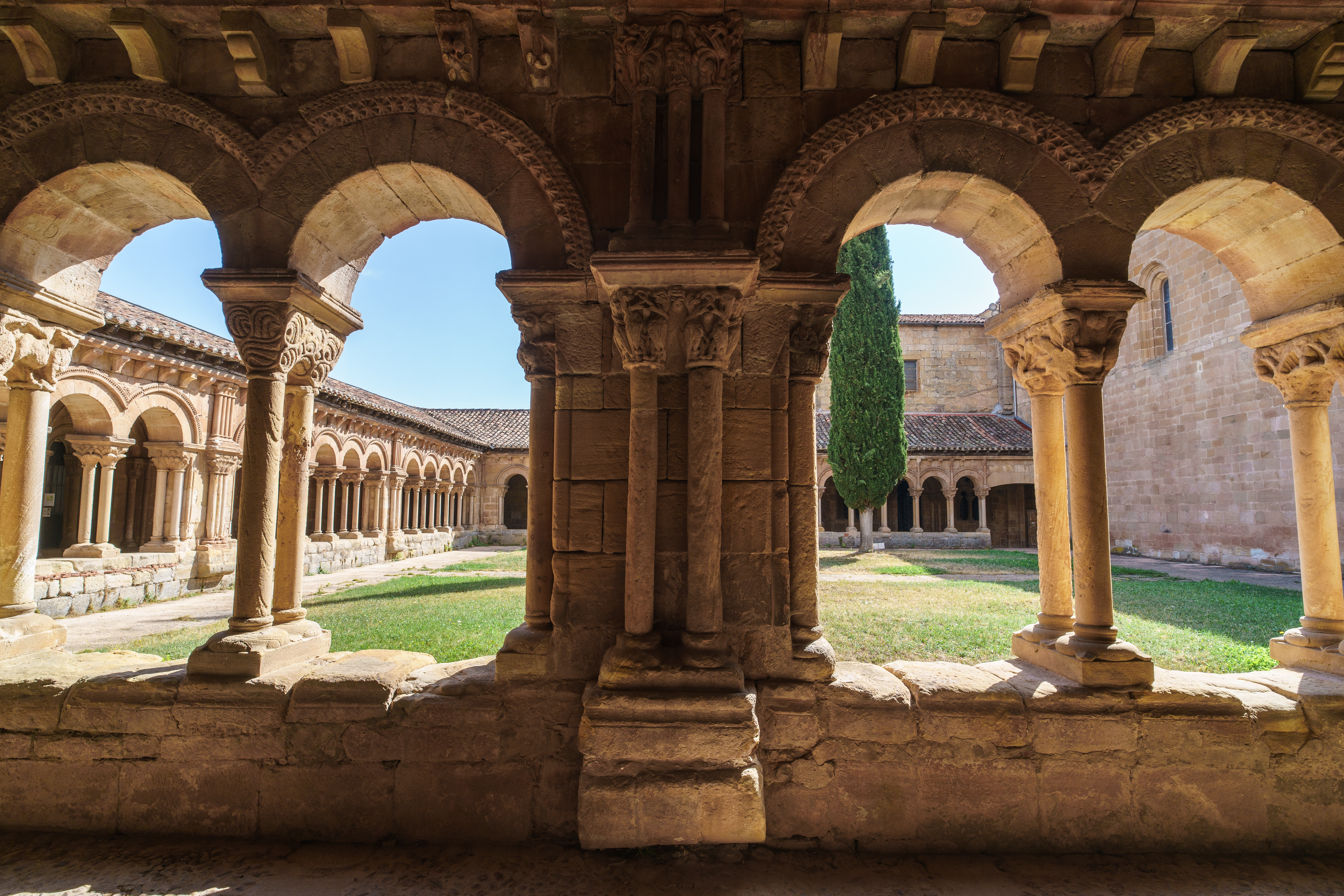
Le cloître.